# No Vacancy
Pour plus de détails, voir Fiche technique et Distribution.
No Vacancy est un film américain, sorti en 1999.

## Fiche technique
- Titre : No Vacancy
- Réalisation : Marius Balchunas
- Scénario : Marius Balchunas
- Musique : Alex Wurman
- Pays d'origine : États-Unis
- Genre : comédie
- Date de sortie : 1999

## Distribution
- Christina Ricci : Lillian
- Timothy Olyphant : Luke
- Robert Wagner : Mr Tangerine
- Lolita Davidovich : Constance
- Olek Krupa : Leonard
- Rhona Bennett : Penelope
- Joaquim de Almeida : Reynaldo
- Patricia Velásquez : Ramona
- Graham Beckel : 'Do It Again' Guy
- Gabriel Mann : Michael
- Tom Todoroff : Steve